# Gian Paolo Dallara
Pour les articles homonymes, voir Dallara (homonymie).
Giampaolo Dallara, né le 16 novembre 1936 à Parme en Italie, est un homme d'affaires et ingénieur automobile. Il est également propriétaire de Dallara Automobili, entreprise développant des automobiles de courses.

## Biographie
Dallara est diplômé de l'École polytechnique de Milan, major en ingénierie aéronautique. En 1960, il rejoint Ferrari puis Maserati un an plus tard. En 1963, il est nommé ingénieur en chef de Lamborghini où il conçoit les Lamborghini Miura et Espada. 
En 1969, Dallara œuvre pour Frank Williams, fondateur et manager de l'équipe de Formule 1, Williams F1 Team et en 1972, il fonde Dallara Automobili à Parme où il dessine des barquettes de courses pour la Formule 1 et la Formule 3. 

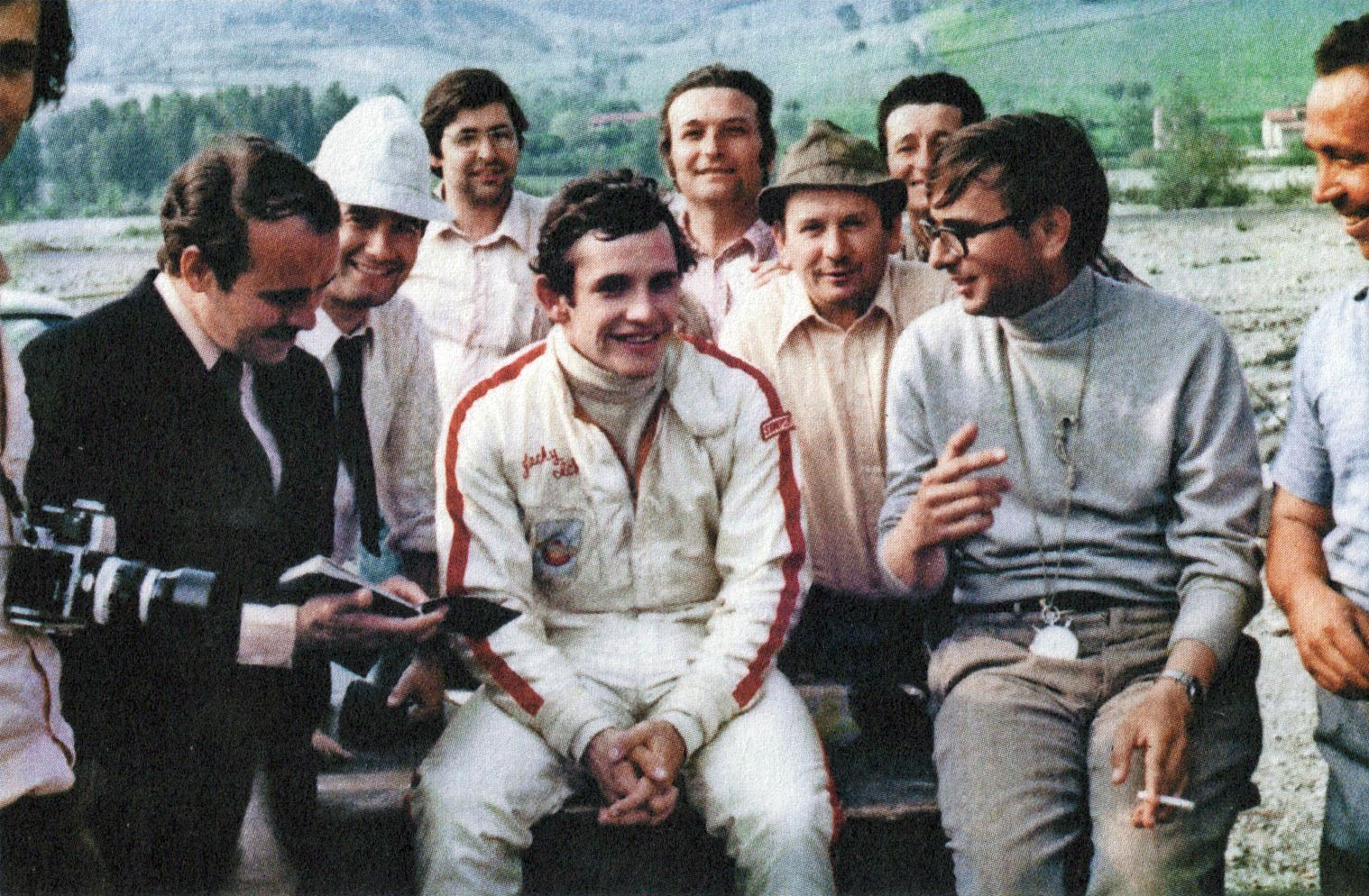
Jacky Ickx et Dallara sur le circuit de Varano de' Melegari.

En 1997, Dallara Automobili s'engage en compétition en Indy Racing League où l'entreprise remporte de nombreuses victoires entre 1998 et 2003. Par la suite, Dallara se lance dans la F1, mais à la fin de l'année 1998, Honda, faisant son entrée dans la compétition, fait appel à ses services pour leur concevoir un nouveau châssis de F1, avant de finalement se rétracter.
Au début des années 2000, après l'annulation du projet avec Honda, Dallara entreprend de construire une voiture de course pour l'équipe française Oreca en Le Mans Series.
En 2015, après plusieurs années le projet de la première voiture routière de Dallara, la Stradale, prend corps. Son développement fut interrompu pas moins de six fois, les fonds reçus lors de l'achèvement de projets pour d'autres sociétés étant investis dans le développement d'autres projets. Finalement, après avoir accumulé suffisamment de capitaux pour son développement, le PDG de la société Andrea Pontremoli fut chargé des travaux de développement.